# Proechimys quadruplicatus
Proechimys quadruplicatus is een zoogdier uit de familie van de stekelratten (Echimyidae). De wetenschappelijke naam van de soort werd voor het eerst geldig gepubliceerd door Hershkovitz in 1948.